# Louis Mottiat
Louis Mottiat (Bouffioulx, Châtelet, 6 de juliol de 1889 - Gilly, Charleroi, 5 de juny de 1972), fou un ciclista belga que fou professional entre 1912 i 1925.
Rodador molt complet, va debutar com a professional el 1912 amb una victòria d'etapa de muntanya als Pirineus al Tour de França. El 1913 fou superat a l'esprint diverses vegades. Així doncs, fou segon a la Milà-Sanremo, quart a la París-Roubaix i cinquè a la París-Tours. Va guanyar la Bordeus-París, la carrera més important de l'època, amb vuit minuts d'avantatge.
El 1914 guanyà una duríssima París-Brussel·les, on sols finalitzaren la cursa deu ciclistes per la intensa pluja caiguda durant la cursa. Aquest mateix any, s'imposa en la general i quatre etapes de la Volta a Bèlgica. La Primera Guerra Mundial va suposar una aturada en la seva carrera, però tornà a la competició amb molta força i el 1920 va guanyar la Volta a Bèlgica i una etapa del Tour de França. En 1921 va guanyar la Lieja-Bastogne-Lieja i la París-Brest-París i quatre etapes del Tour de França.
El 1922 va revalidar la victòria a la Lieja-Bastogne-Lieja i el 1924 va guanyar la París-Tours. La darrera gran victòria fou una etapa al Tour de França de 1925.

## Palmarès
- 1912
  - 1r a la París-Calais
  - Vencedor d'una etapa al Tour de França
- 1913
  - 1r a la Bordeus-París
- 1914
  - 1r a la París-Brussel·les
  - 1r a la Volta a Bèlgica
- 1920
  - 1r a la Volta a Bèlgica
  - 1r a la París-Bordeus-París
  - Vencedor d'una etapa al Tour de França
- 1921
  - 1r a la Lieja-Bastogne-Lieja
  - 1r a la París-Brest-París
  - 1r a Marche-en-Famenne
  - Vencedor de 4 etapes al Tour de França
- 1922
  - 1r a la Lieja-Bastogne-Lieja
  - 1r al Circuit de la Meuse
  - 1r a Gembloux
- 1924
  - 1r a la París-Tours
  - Vencedor d'una etapa al Tour de França
- 1925
  - Vencedor d'una etapa al Tour de França

### Palmarès al Tour de França
- 1912. Abandona (11a etapa). Vencedor d'una etapa
- 1913. Abandona (7a etapa)
- 1914. Abandona (9a etapa)
- 1919. Abandona (7a etapa)
- 1920. Abandona (9a etapa). Vencedor d'una etapa. Porta el mallot groc durant 1 dia
- 1921. 11è a la classificació general. Vencedor de quatre etapes. Porta el mallot groc durant 1 dia
- 1923. 28è a la classificació general.
- 1924. 18è a la classificació general. Vencedor d'una etapa
- 1925. 31è a la classificació general. Vencedor d'una etapa